# Oryginał (album)
Oryginał - album studyjny duetu hip-hopowego Małacha i Rufuza. Wydawnictwo ukazało się 31 marca 2014 roku nakładem wytwórni muzycznej Prosto. Produkcji nagrań podjęli się Małach, WojtekZet, O.S.T.R., Ybeat oraz Sir Michu. Z kolei wśród gości na płycie znaleźli się: Hinol, Patrycja Grabarczyk, Hades, Juras, Kamila Wybrańczyk oraz Bonus Rpk. Miksowanie i mastering nagrań wykonał DJ Deszczu Strugi.
Album dotarł do 9. miejsca zestawienia OLiS i uzyskał status platynowej płyty.

## Lista utworów
Opracowano na podstawie materiału źródłowego.
1. "Początek" (produkcja: Małach)
2. "Oryginał" (produkcja: Małach)
3. "Pakt" (produkcja: WojtekZet)
4. "Nie dbam" (gościnnie: Hinol, produkcja: Małach, skrzypce: Ines)
5. "Wtedy dziś" (gościnnie: Patrycja Grabarczyk, produkcja: Małach, skrzypce: Ines)
6. "Między nami" (gościnnie: Hades, produkcja: O.S.T.R.)
7. "Niepewny grunt" (produkcja: Ybeat)
8. "One Night in Paris" (produkcja: Małach)
9. "Przestroga" (gościnnie: Juras, produkcja: Sir Michu)
10. "Skit" (produkcja: Małach)
11. "Dobrze, że jesteś" (gościnnie: Kamila Wybrańczyk, produkcja: Małach)
12. "Tam gdzie" (produkcja: Małach)
13. "Z nadzieją" (gościnnie: Bonus Rpk, produkcja: Małach)
14. "99" (produkcja: O.S.T.R.)
15. "Sam" (produkcja: WojtekZet)
16. "Nie chcę" (produkcja: Małach)
17. "Pojebało ich" (produkcja: Sir Michu)
18. "Koniec" (produkcja: Małach)